# Giovanni Maria Zaffoni
Giovanni Maria Zaffoni, aussi connu comme Giovanni Maria Calderari ou il Calderari (né vers 1500 à Pordenone, dans le Frioul-Vénétie Julienne et mort après 1570), est un peintre italien de la Renaissance tardive actif principalement aux alentours de Pordenone.

## Biographie
Giovanni Maria Zaffoni s'est d'abord formé avec Giovanni Antonio de'Sacchis (Le Pordenone) et plus tard avec Pomponio Amalteo.
Il a réalisé des fresques sur des scènes de la Vie du Christ et la Vierge dans la chapelle Mantica (1554-1555) dans le Duomo San Marco à Pordenone.
Il a aussi peint des fresques dans l'église Santissima Trinità à Pordenone, ainsi que dans Montereale Valcellina, où il a réalisé une série de fresques sur la Vie de la Vierge (1560-1563) dans l'abside de l'église San Rocco.
D'autres fresques attribuées à Zaffoni sont présentes à Azzano Decimo ainsi qu'une Nativité, divers saints et Patron en armure (1542) dans l'église de Pissancana dans la région du Frioul.

## Œuvres
- Scènes de la Vie du Christ et de la Vierge, fresques, chapelle Mantica (1554-1555), Duomo San Marco, Pordenone.
- Fresques dans l'église de la Santissima Trinità, Pordenone.
- Vie de la Vierge (1560-1563), fresques, abside de l'église San Rocco, Montereale Valcellina.
- D'autres fresques attribuées à Zaffoni sont présentes dans Azzano Decimo
- Nativité, divers saints et Patron en armure (1542), église de Pissancana, région du Frioul.

## Sources
- (en) Cet article est partiellement ou en totalité issu de l’article de Wikipédia en anglais intitulé « Giovanni Maria Zaffoni » (voir la liste des auteurs).